# Jim Irsay
James "Jim" Irsay (13. června 1959, Lincolnwood - 21. května 2025, Carmel) byl majitel a výkonný ředitel klubu Indianapolis Colts z National Football League.

## Výchova a vzdělání
Irsay se narodil v Lincolnwoodu ve státě Illinois jako syn Harriet (za svobodna Pogorzelské) a Roberta Irsayových. Jeho otec byl chicagský obchodník a pocházel z maďarské židovské rodiny, matka byla dcerou polských katolických přistěhovalců. Irsay byl vychováván jako katolík a o svém židovském původu se dozvěděl až ve čtrnácti letech. Jimův bratr Thomas se narodil s mentální poruchou a zemřel v roce 1999, jeho sestra Roberta zemřela v roce 1971 na následky automobilové havárie. Irsay navštěvoval střední školu Loyola Academy ve Wilmette na severním předměstí Chicaga a v roce 1978 Mercersburg Academy v Mercersburgu. Poté přestoupil na Southern Methodist University, kde v roce 1982 ukončil studium získáním titulu v oboru vysílací žurnalistika. Za místní fotbalový klub hrál na pozici Linebackera, ale zranění kolena mu nedovolilo pokračovat ve sportovní kariéře.

## Kariéra
Irsayovi bylo dvanáct let, když jeho otec Robert koupil Baltimore Colts a po promoci na Southern Methodist University v roce 1982 začal pro klub pracovat. Roku 1984 byl jmenován viceprezidentem a generálním manažerem, pouhý měsíc po přestěhování Colts z Baltimore do Indianapolisu. Poté, co jeho otec v roce 1995 utrpěl mrtvici, převzal Jim ze dne na den roli hlavního výkonného viceprezidenta i generálního manažera. Když jeho otec v roce 1997 zemřel, Irsay rozjel právní bitvu se svou macechou, Nancy Cliffordovu, o vlastnictví týmu. Tu vyhrál a tak se v 37 letech stal nejmladším majitelem týmu z NFL. Pod jeho vedením Colts prožívají dlouhé, stabilní a úspěšné období, zejména díky quarterbackům Peytonu Manningovi (draftovaný v roce 1998) a Andrewu Luckovi (2012).
Irsaovým nejvýznamnějším příspěvkem k chodu NFL byla žádost určená komisionáři a která se týkala změny pravidel a penalizací. Po prohraném utkání Colts v play-off 2003 s New England Patriots, ve kterém Peyton Manning hodil čtyři interceptiony, vyzval Irsay soutěžní komisi NFL ke zpřísnění pravidla „pass interference“. Rovněž prosazoval snížení spodní hranice pravidla “roughing the passer“. Tato obhajoba byla kontroverzní, protože členem komise byl prezident Colts Bill Polian a nová pravidla měla zvýhodnit jeho klub na úkor ostatních členů ligy. Podobně v roce 2015 po porážce v play-off od New England Patriots generální manažer Colts Ryan Grigson inicioval stížnost vedení NFL ohledně porušení pravidel správného stavu vybavení (tzv. Deflagate).
Ale Irsay rovněž lobboval za ochranu image NFL. V roce 2009 hlasitě protestoval proti skupině lidí, kteří chtěli koupit St. Louis Rams. “Nedokážu si představit, že bych pro ně hlasoval,“ prohlásil Irsay na setkání majitelů klubů NFL. „Pokud existují připomínky, které jsou nevhodné, necitlivé nebo dokonce urážející…je to něco, co nepotřebujeme.“ Irsay vyjádřil politickou podporu Johnu Edwardsovi a Harry Reidovi.

## Osobní život
Irsay si vzal Meg Coyleovou v roce 1980 a pár má tři dcery, Carlie, Casey a Kalen. Přestože žili odděleně již od roku 2003, oficiálně se rozvedli 21. listopadu 2013.
12. března 2014 byl Irsay zadržen policií v Carmelu za podezření na řízení auta pod vlivem a držení drog. Podle sloupkaře deníku Indianapolis Star Boba Kravitze měl Irsay pokračující problémy s drogami. Najevo tento fakt vyšel poté, co bylo odhaleno, že Irsayova milenka Kimberly Wundrumová se předávkovala a následně zemřela v domě, který Irsay kontroverzně koupil za peníze patřící Colts. Irsayova dcera Carlie převzala ze dne na den řízení Colts poté, co se její otec rozhodl podrobit odvykací kúře. 2. září 2014, krátce po přiznání viny a udělení roční podmínky, byl Irsay suspendován NFL na šest zápasů a jako pokutu zaplatil 500 tisíc dolarů.
Mimo americký fotbal je Irsay znám investicemi do hudebnin a pamětihodností. V roce 2001 koupil originální rukopis románu Na cestě nebo „svazek“, 120 stop dlouhý svitek papírových listů slepených k sobě, jejichž autorem byl Jack Kerouac a který stál 2,43 milionu dolarů. Irsay je velkým fanouškem britské rockové skupiny The Who, rovněž koupil několik kytar původně vlastněných Elvisem Presleyem, Georgem Harrisonem, Johnem Lennonem, Paulem McCartneym, Bobem Dylanem a Jerrym Garciou, a také sadu bicích Ludwig patřící Ringo Starrovi.